# 卡尔·普拉格
卡尔·普拉格（德語：Karl Eduard Adolf Theoderich Plagge，1897年7月10日—1957年6月19日），是一名纳粹德国军官，在第二次世界大战立陶宛猶太人大屠殺期间，他利用他在德国军队中担任参谋的职位，以发放工作许可证来雇佣和保护维尔纽斯犹太人隔离区的犹太人，为此拯救了很多犹太人。起初，普拉格雇佣隔离区的犹太人，在1943年9月底，他建立了一个名为“HKP 562 劳动集中营”（简称：HKP）。在这个集中营，他以许多男性犹太人所具有的工作技能对德国的战争进展至关重要，如果他们的妻子和孩子们能够生存的话，他们会工作更好为由，向很多人发放了工作许可证。
1944年7月党卫军对剩余的犹太人进行最后清理，但普拉格提前发出了警告，大约有200多犹太人逃过一劫，直到苏联军队攻占维尔纽斯。战前有十万多犹太人生活在维尔纽斯，二战结束后只有2,000人幸存，其中最大的一个群体得到了普拉格的保护。为此，普拉格获得了以色列授予的国际义人荣誉。

## 早年生活
普拉格1897年7月10日出生于德国达姆施塔特的一个普鲁士家庭，他的祖上多是军医出身。普拉格的父亲于 1904年去世，他和母亲、姐姐一起生活。他后来在路德维希·乔治文理中学这所以古典文学为专业的学校学习，毕业后，普拉格被征入了德意志帝国陆军。他在第一次世界大战中作为中尉在西线作战，参加了索姆河战役、凡尔登战役和佛兰德斯战役。从1917年到1920年，他作为战俘被关押在英国战俘营，在关押期间，他患上了小儿麻痹症，左腿因此残疾。获释后，回到德国的普拉格在达姆施塔特工业大学学习化学工程，并于1924年毕业。他曾想学习医学，但由于家庭经济问题而无法参加所需的长期学习计划。毕业后，他与安克·马德森（Anke Madsen）结婚，但由于经济原因，这对夫妇不得不与母亲住在一起。失业后，他在家里经营着一家制药实验室。

## 社会价值观
普拉格最初是一名路德教徒，但由于他在二战期间目睹了纳粹的暴行而失去了对上帝的信仰。他在意识形态上是一个民族保守主义者，但于1931年12月1日加入了纳粹党。在战后的清算纳粹审判期间，普拉格承认，他最初被阿道夫·希特勒和纳粹党的许诺所吸引，因为它向德国人民许诺，要从凡尔赛条约后几年中遭受到的重创中，重建德国经济和民族自豪感。1931年至1933年间，普拉格担任当地的党组织者。1933年希特勒上台后，他与党的领导层发生冲突。根据他后来的证词，普拉格拒绝接受纳粹种族理论，他认为这是不科学的，并对政治反对派的迫害和许多纳粹工作人员的腐败感到厌恶。但他并没有离开纳粹党，而是试图从内部进行变革，他后来接受了科学讲师和达姆施塔特纳粹教育机构领导的职位。由于拒绝教授纳粹种族意识形态，他于1935年被免职。一名当地党内官员指责普拉格与犹太人和共济会关系良好，在他的家庭实验室善待犹太人，并反对纳粹抵制犹太企业，为此普拉格遭到了要将普拉格诉诸法庭的威胁。但普拉格没有退缩，并停止了参与纳粹党的活动，他因此对纳粹主义不再抱有幻想。
1934 年，普拉格开始在库尔特·赫斯（Kurt Hesse）经营下的“Hessenwerks”工程公司工作，库尔特·赫斯的妻子艾丽卡（Erica）有一半犹太人血统。赫斯藉由雇用像普拉格这样的纳粹党员，以希望保护他的事业不受“雅利安化”的排犹风潮干扰。1938 年的水晶之夜之后，普拉格成为赫斯的儿子康拉德的教父。同年，普拉格担任了”Hessenwerks“的总工程师。

## 立陶宛服役时期
二战开始后，普拉格被征入德国国防军，并担任预备役上尉，并同时停止支付纳粹党会费。德国入侵波兰后，他最初在波兰服役，在目睹了纳粹党卫军的暴行之后，他决定今后尽量做与纳粹党卫军保持距离的非合作活动。1941年，他被任命为一个名为“ Heereskraftfahrpark 562”（简称：HKP）工程单位的指挥官，负责维修军用车辆。德国入侵苏联后，“HKP”于1941年7月上旬部署到立陶宛的维尔纽斯，在维尔纽斯，普拉格目睹了纳粹党卫军对该地区犹太人进行的种族灭绝。
普拉格向犹太人颁发工作证书，证明他们是必不可少的技术工人，藉此来帮助犹太人，无论其真實背景為何。此工作许可证得以保护工人、其妻和工人最多两位孩子免受党卫军在维尔纽斯犹太人隔离区进行的搜捕；在搜捕中，没有工作证件的犹太人遭抓获后，会被带到附近的波纳利刑场当场杀害。因为普拉格努力善待他的工人，作为一个工作场所，“HKP”是犹太人向往的地方。除了协助犹太人之外，普拉格还努力帮助被迫为德国军队工作的波兰人和苏联战俘。普拉格在他所辖的部队中说一不二，只要军车维修工作任务完成，他就继续与党卫军保持独立，以使他的工人免受党卫军的杀害。对那些具有强烈反犹或有暴力倾向的下属，普拉格會调整工作岗位，避免他们与犹太人接触，并对工人赖以生存的走私黑市睁一眼闭一眼。1941年秋天，当许多犹太人在“屠杀行动”中被围捕和枪杀时，普拉格的工厂是维尔纽斯犹太人的第四大雇主，他总共发放了261份工作许可证。
当他的工人在搜捕行动中被捕，普拉格會在处决前，将他们从卢基什科斯监狱中释放出来。如果只有几个犹太人被捕，他就会派一个下属处理。然而，在1941年底，70名犹太工人及其家人被捕，为此普拉格只得亲自出面，并向党卫军夸大他们对战争的重要作用，并使得他们全部获释。1942年，为普拉格工作的200名犹太人被逮捕。普拉格与党卫军军官罗尔夫·纽格鲍尔（Rolf Neugebauer）交涉，试图确保他们获释，但没能成功。1943年，与党卫军谈判后，在9月份对犹太人的清洗期间，普拉格得以使他的工人从7月的394人上升到 1,000 多人。
1943年4 月华沙犹太人隔离区起义和苏联游击队活动增加之后，维尔纳犹太人区因其广泛的地下活动、游击队潜伏在城市周围的丛林中，被视为一种威胁。海因里希·希姆莱决定清理所有犹太人隔离区，不管他们为国防军的战争提供了多少奴役劳动。普拉格此时已晋升为少校，获得党卫军的许可，他在维尔纽斯郊区的 Subocz 街为“HKP”建立一个犹太人区（ Juden-KZ）。“HKP”是唯一允许保留犹太工人的国防军单位。9月1日，大约300名普拉格的工人被党卫军押送到克卢加集中营。普拉格前往火车站与负责执行任务的党卫军士官布鲁诺·基特尔 (Bruno Kittel) 交涉。最初能够确保他们获释，普拉格将犹太人留给了下属，但基特尔的上级军官罗尔夫·纽格鲍尔下令将他们押送出境。 普拉格联系纽格鲍尔無果，被带走的犹太人都押送到克卢加集中营，普拉格只好命令下属招募其他犹太工人来替補。
1943年9月16日，普拉格将他的1,000多名犹太工人及其家人，从维尔纽斯犹太人隔离区转送到相对安全的苏博兹街37号新建“HKP”营地。普拉格不仅拯救了熟练的男性工人，还拯救了他们的妻子和孩子。不到一周后的9月23日，党卫军开始清理维尔纽斯犹太人隔离区，在隔离区的其余犹太人要么立即在波纳利被处决，要么被送往纳粹占领的欧洲地区集中营。一些犹太人躲在隔离区的废墟中；普拉格认为他需要更多的工人，于是将100名被捕的犹太人带入了HKP。在普拉格的默许下，抵抗运动又偷偷地转送了100名犹太人，他的工人人数最多时在1944 年初达到了1,250 人。该营地由两个多层住宅组成，最初是为了安置犹太人领取福利金，周围环绕着带刺铁丝网，并由立陶宛人合作者和党卫军看守。大约 60% 的犹太人在汽车修理厂或修理国防军制服的商店工作。普拉格还为他的其他工人建立了其他行业的工厂，包括养兔场、托儿所和木匠店等，而且声称所有工人都对战争至关重要。
根据历史学家金·普里梅尔的说法，在某些情况下，普拉格也不得不配合党卫军的清洗行动，否则他与党卫军的明显对抗，其结果会招致他被送交军事法庭。“HKP”多次向党卫队借用卡车和司机，目的是将犹太人运送到波纳里执行死刑。1943年11月，一个名叫大卫·扎尔金德的犹太人、他的妻子和孩子试图逃离集中营，但被盖世太保抓获后，他们在营地的院子里当着其他囚犯的面被处决，据下令杀人的党卫军军官报告说，这是“按照营地领导人普拉格少校的意见”完成的。扎尔金德被处决后，布鲁诺·基特尔和党卫军士兵处决了36名犹太妇女。1944年3月27日，当普拉格回德国休假时，党卫军进行了一次清扫行动，他们进入营地，抓捕了大约250名儿童和年长的犹太人，并将他们带到波纳利处决。普拉格在返回时声称如果他在场，他会拯救孩子们，但他是否能做到这一点值得怀疑。根据普里梅尔的说法，普拉格对这些杀戮的默许使他“在道德方面......他既是一名合作者”又是一名救援者。然而，普拉格的合作“可以说是一个理性的选择”，因为与其他国防军军人相比，毕竟他在维尔纽斯拯救了许多的犹太人
1944 年夏，苏联军队逼近了维尔纽斯郊区，德军于7月初突然决定撤退，集中营将被解散。普拉格被指责对犹太人心太软，禁止将他的犹太工人带入他的部队。犹太人知道将在红军到达之前党卫军会对他们下手，于是计划在营地的秘密掩体、墙壁和阁楼的椽子中藏身。然而，他们需要知道营地什么时候会对他们下手，以便他们能够实施逃跑或隐藏的计划。 7月1日，普拉格在党卫军在场的情况下，对他的犹太劳工发表了非正式讲话：

“现在战线正在向西逼近，而HKP的任务是总是与前线保持几英里的范围……你们这些犹太人工人也会被随之转移……因为你们这些高度专业化和经验丰富的工人对德国军队非常重要的，你们将被重新分配到HKP单位......在这次撤离过程中，你们将由党卫军护送，你们知道党卫军是保护难民的军队组织，因此没有什么可以担心的……”
— 根据幸存者威廉·贝格尔 (William Begell) 的回忆

在回答犹太人提出的问题时，普拉格补充说，他们没有必要带行李。党卫军于7月4日来到了集中营，当500名犹太人出现在点名处时，他们被带到波纳利被处决。其余的要么试图逃跑，要么躲在营地里。大约150或200名犹太人在搜捕中幸存下来，并于7月13日被苏联军队解放。在维尔纽斯的大约10万名犹太人中，只有2,000多人在大屠杀中幸存下来，而HKP营地的幸存者成为幸存者最多的群体

## 战后
离开维尔纽斯的普拉格随部队撤回到德国，1945年5月2日他的部队向美国军队投降。由于他很早就加入了纳粹党并领导了一座集中营，在那里有许多犹太人被屠杀，作为战后清算纳粹的一部分，他于1947年受到了审判。他聘请律师为自己辩护。普拉格和他的前下属向法庭讲述了他为帮助犹太囚徒所做出的努力，普拉格的律师要求将他列为犹太同情者而不是纳粹积极分子。法院虽然并没有完全免除普拉格的罪名，但是也认为他的行为是出于人道主义而不是反纳粹主义。审判结束后，普拉格在达姆施塔特平静地度过了他生命的最后十年，1957年6月19日因心脏病突发逝世。

## 追认国际义人

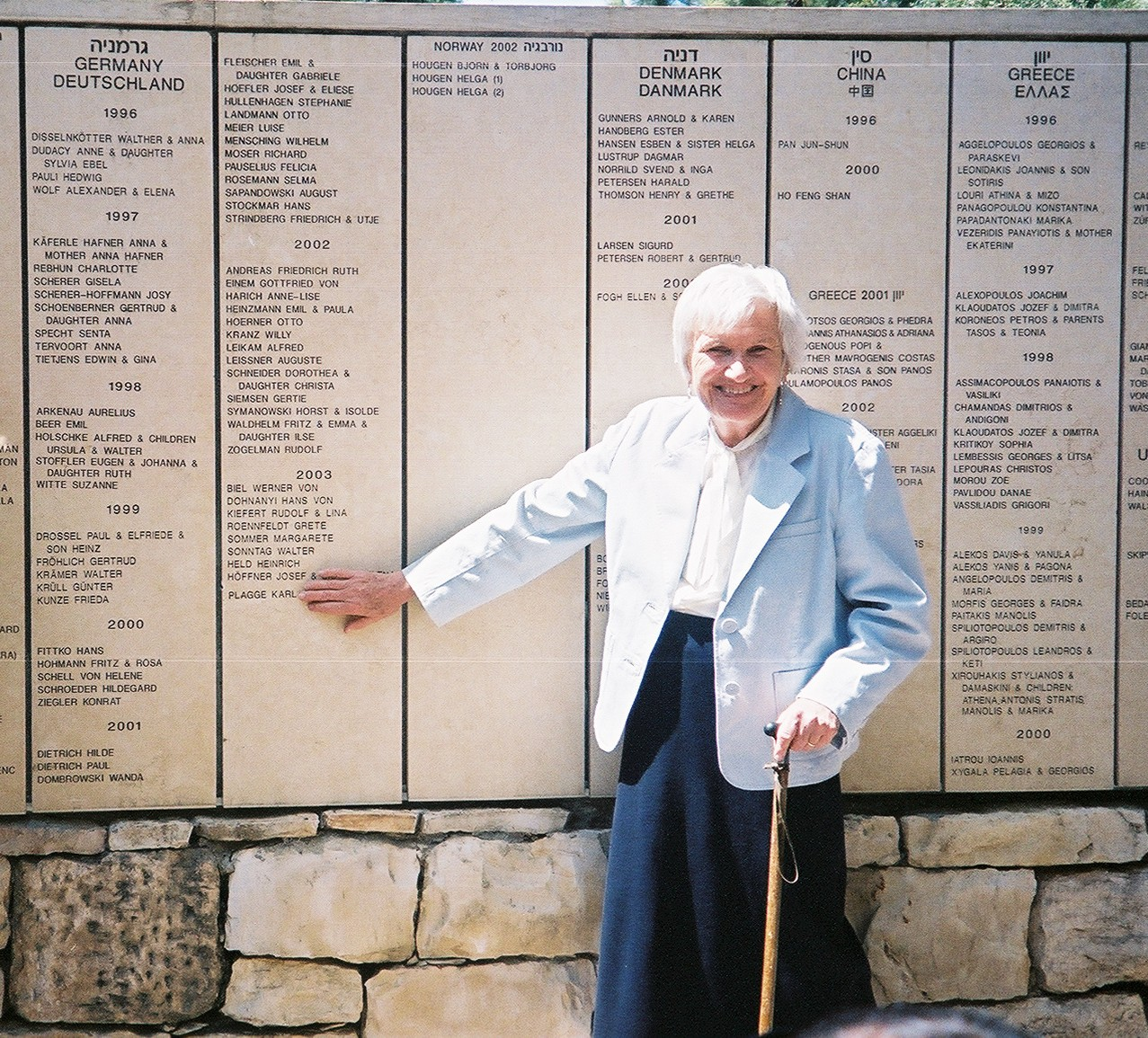
"HKP"幸存者珀尔·古德手指国际义人紀念墙上的普拉格的名字

1999年，“HKP”幸存者帕尔·古德（Pearl Good） 与家人前往维尔纽斯。古德的儿子米切尔（Michael） 决定调查普拉格的故事，但困難重重，因为幸存者只知道他叫“Major Plagge”，并不知道全名或出生地。十四个月后，古德找到了普拉格的国防军人事档案。最终在2005年将研究结果发表为《寻找普拉格：拯救犹太人的纳粹党人》。古德建立了“普拉格成员会”，由研究人员和朋友组成。并与“HKP”的幸存者一起，向犹太人以色列大屠杀纪念馆委员会请愿，希望追认普拉格为“国际义人”
2002年，委员会第一次驳回了“普拉格成员会”的请求。在“普拉格成员会”的再三要求下，委员会于2004年7月22日再次投票表决，其结果承认普拉格为“国际义人”。2005年4月11日在耶路撒冷举行了追认仪式，许多幸存者和“普拉格成员会”的成员们出席了仪式。委员会主任莫迪凯·帕尔迪尔感谢帕尔·古德与家人一起前往维尔纽斯，向世人披露了普拉格在战争期间的真实举动。由于普拉格没有后代，达姆施塔特工业大学校长代表他接受了该奖项。

## 纪念地
2006年2月，德国普丰施塔特的联邦国防军基地名称由“Frankensteinkaserne”更名为“Karl-Plagge-Kaserne”（卡尔·普拉格少校兵營）。 普拉格的半身雕像安置在达姆施塔特他曾就就读过的母校“路德维希·乔治文理中学”的校园内。

## 影視作品
2017年，"HKP"的遗址考察工作完成之后，2018年，一部关于普拉格和集中营的纪录片《一個良心未泯的纳粹》在维尔纽斯首映。。

## 外部鏈接
- “Karl Plagge - The German Soldier Who Saved the Jews” from YouTube